# Persis stali
Persis stali är en insektsart som beskrevs av Frederick Arthur Godfrey Muir 1918. Persis stali ingår i släktet Persis och familjen Derbidae. Inga underarter finns listade i Catalogue of Life.